# Open Database Connectivity
Open Database Connectivity (známé spíš pod zkratkou ODBC) je standardizované softwarové API pro přístup k databázovým systémům (DBMS). Snahou ODBC je poskytovat přístup nezávislý na programovacím jazyku, operačním systému a databázovém systému.

## Propojení do databáze
Pro připojování k DBMS je ODBC používáno v kombinaci s jazykem SQL:
- ODBC propojí klienta se serverem a autentifikuje jej pro konkrétní databázi v databázovém systému. Dále ODBC udržuje spojení mezi klientem a serverem
- Pomocí SQL jsou prováděny operace (výpisy, změny) s daty.
- ODBC uzavírá komunikační kanál.